# Nicotiana ameghinoi
Nicotiana ameghinoi är en potatisväxtart som beskrevs av Carlos Luis Spegazzini. Nicotiana ameghinoi ingår i släktet tobak, och familjen potatisväxter. Inga underarter finns listade i Catalogue of Life.